# Campeonato Europeo de Waterpolo Masculino de 2010
El XIX Campeonato Europeo de Waterpolo Masculino se celebró en Zagreb (Croacia) entre el 29 de agosto y el 11 de septiembre de 2010. El evento es77fue organizado por la Liga Europea de Natación (LEN) y la Federación Croata de Natación.
Los partidos de efectuaron en las piscinas del Parque Deportivo Mladost de la capital croata. Participaron en total 12 selecciones nacionales divididas en 2 grupos.

## Grupos
| Grupo A    | Grupo B             |
| ---------- | ------------------- |
| Montenegro | Serbia              |
| Croacia    | Hungría             |
| Italia     | Alemania            |
| Rumania    | Grecia              |
| España     | Rusia               |
| Turquía    | Macedonia del Norte |

## Fase preliminar
El primer equipo de cada grupo pasa directamente a los cuartos de final. Los equipos clasificados en segundo y tercer puesto tienen que disputar primero la clasificación a semifinales. Los equipos restantes juegan entre sí por los puestos 8 a 12.

### Grupo A
| Equipo     | J | G | E | P | GF | GC | DG  | PTS |
| ---------- | - | - | - | - | -- | -- | --- | --- |
| Croacia    | 5 | 4 | 0 | 1 | 54 | 32 | +22 | 12  |
| Italia     | 5 | 4 | 0 | 1 | 42 | 35 | +7  | 12  |
| Montenegro | 5 | 3 | 1 | 1 | 60 | 38 | +22 | 10  |
| Rumania    | 5 | 2 | 1 | 2 | 46 | 48 | -2  | 7   |
| España     | 5 | 1 | 0 | 4 | 41 | 40 | +1  | 3   |
| Turquía    | 5 | 0 | 0 | 5 | 21 | 71 | -50 | 0   |

- Resultados

| Fecha | Hora¹ | Partido    | Partido | Partido    | Resultado |
| ----- | ----- | ---------- | ------- | ---------- | --------- |
| 29.08 | 10:00 | Turquía    | -       | Rumania    | 6-12      |
| 29.08 | 18:00 | Italia     | -       | España     | 7-6       |
| 29.08 | 20:40 | Montenegro | -       | Croacia    | 11-9      |
| 30.08 | 11:30 | España     | -       | Rumania    | 10-11     |
| 30.08 | 13:00 | Italia     | -       | Montenegro | 11-10     |
| 30.08 | 20:40 | Croacia    | -       | Turquía    | 16-3      |
| 01.09 | 11:30 | Turquía    | -       | Italia     | 4-9       |
| 01.09 | 18:00 | Rumania    | -       | Croacia    | 7-13      |
| 01.09 | 20:40 | Montenegro | -       | España     | 8-7       |
| 03.09 | 11:30 | Montenegro | -       | Turquía    | 22-2      |
| 03.09 | 18:00 | Italia     | -       | Rumania    | 10-7      |
| 03.09 | 20:40 | España     | -       | Croacia    | 6-8       |
| 05.09 | 13:00 | Turquía    | -       | España     | 6-12      |
| 05.09 | 18:00 | Rumania    | -       | Montenegro | 9-9       |
| 05.09 | 20:40 | Italia     | -       | Croacia    | 5-8       |

- (¹) -  Hora local de Croacia (UTC+2)

### Grupo B
| Equipo              | J | G | E | P | GF | GC | DG  | PTS |
| ------------------- | - | - | - | - | -- | -- | --- | --- |
| Hungría             | 5 | 4 | 1 | 0 | 46 | 34 | +9  | 13  |
| Serbia              | 5 | 4 | 0 | 1 | 71 | 36 | +35 | 12  |
| Alemania            | 5 | 3 | 0 | 1 | 32 | 45 | -13 | 9   |
| Grecia              | 5 | 1 | 1 | 2 | 32 | 37 | -5  | 4   |
| Macedonia del Norte | 5 | 1 | 0 | 3 | 35 | 53 | -18 | 3   |
| Rusia               | 5 | 1 | 0 | 4 | 42 | 53 | -11 | 3   |

- Resultados

| Fecha | Hora¹ | Partido             | Partido | Partido             | Resultado |
| ----- | ----- | ------------------- | ------- | ------------------- | --------- |
| 29.08 | 10:00 | Rusia               | -       | Macedonia del Norte | 9-10      |
| 29.08 | 11:30 | Hungría             | -       | Alemania            | 10-8      |
| 29.08 | 16:30 | Serbia              | -       | Grecia              | 13-5      |
| 30.08 | 10:00 | Alemania            | -       | Rusia               | 7-6       |
| 30.08 | 16:30 | Serbia              | -       | Hungría             | 6-9       |
| 30.08 | 18:00 | Grecia              | -       | Macedonia del Norte | 10-5      |
| 01.09 | 10:00 | Rusia               | -       | Serbia              | 10-16     |
| 01.09 | 13:00 | Macedonia del Norte | -       | Alemania            | 7-8       |
| 01.09 | 16:30 | Hungría             | -       | Grecia              | 6-6       |
| 03.09 | 10:00 | Serbia              | -       | Macedonia del Norte | 19-9      |
| 03.09 | 13:00 | Hungría             | -       | Rusia               | 14-10     |
| 03.09 | 16:30 | Grecia              | -       | Alemania            | 5-6       |
| 05.09 | 10:00 | Serbia              | -       | Alemania            | 17-3      |
| 05.09 | 11:30 | Rusia               | -       | Grecia              | 7-6       |
| 05.09 | 16:30 | Hungría             | -       | Macedonia del Norte | 7-4       |

- (¹) -  Hora local de Croacia (UTC+2)

## Fase final

### Cuartos de final
| Fecha | Hora¹ | Partido    | Partido | Partido  | Resultado |
| ----- | ----- | ---------- | ------- | -------- | --------- |
| 07.09 | 17:45 | Italia     | -       | Alemania | 6-2       |
| 07.09 | 20:40 | Montenegro | -       | Serbia   | 5-6       |

- (¹) -  Hora local de Croacia (UTC+2)

### Semifinales
| Fecha | Hora¹ | Partido | Partido | Partido | Resultado |
| ----- | ----- | ------- | ------- | ------- | --------- |
| 09.09 | 17:45 | Serbia  | -       | Croacia | 9-10      |
| 09.09 | 20:40 | Italia  | -       | Hungría | 10-8      |

- (¹) -  Hora local de Croacia (UTC+2)

### Tercer lugar
| Fecha | Hora¹ | Partido | Partido | Partido | Resultado |
| ----- | ----- | ------- | ------- | ------- | --------- |
| 11.09 | 17:45 | Serbia  | -       | Hungría | 10-8      |

### Final
| Fecha | Hora¹ | Partido | Partido | Partido | Resultado |
| ----- | ----- | ------- | ------- | ------- | --------- |
| 11.09 | 19:30 | Croacia | -       | Italia  | 7-3       |

- (¹) -  Hora local de Croacia (UTC+2)

## Medallero
|         |        |        |
| Croacia | Italia | Serbia |

## Estadísticas

### Clasificación general
| 1. Croacia              |
| 2. Italia               |
| 3. Serbia               |
| 4. Hungría              |
| 5. Montenegro           |
| 6. Alemania             |
| 7. Rumania              |
| 8. España               |
| 9. Grecia               |
| 10. Turquía             |
| 11. Rusia               |
| 12. Macedonia del Norte |

### Máximos goleadores
| Puesto | Nombre           | País    | Goles |
| ------ | ---------------- | ------- | ----- |
| 1      | Vanja Udovicic   | Serbia  | 21    |
| 2      | Cosmin Radu      | Rumania | 17    |
| 3      | Guillermo Molina | España  | 16    |